# Jasmundita
La jasmundita és un mineral de la classe dels silicats. Rep el seu nom en honor del professor Karl Jasmund (1913-2003) Köln, Germany], 
mineralogista especialitzat en sistemàtica dels minerals d'argila, director de l'Institut mineralògic-petrogràfic de la Universitat de Colònia, a Alemanya.

## Característiques
La jasmundita és un nesosilicat de fórmula química Ca11(SiO₄)₄O₂S. Cristal·litza en el sistema tetragonal. Es troba en forma de petits grans irregulars de color verd a marró; es poden trobar també cristalls de pseudoisomètrics on dominen {110} i {101}, amb menors {100} i {001}. La seva duresa a l'escala de Mohs és 5.
Segons la classificació de Nickel-Strunz, la jasmundita pertany a «09.AG: Estructures de nesosilicats (tetraedres aïllats) amb anions addicionals; cations en coordinació > [6] +- [6]» juntament amb els següents minerals: abswurmbachita, braunita, neltnerita, braunita-II, långbanita, malayaïta, titanita, vanadomalayaïta, natrotitanita, cerita-(Ce), cerita-(La), aluminocerita-(Ce), trimounsita-(Y), yftisita-(Y), sitinakita, kittatinnyita, natisita, paranatisita, törnebohmita-(Ce), törnebohmita-(La), kuliokita-(Y), chantalita, mozartita, vuagnatita, hatrurita, afwillita, bultfonteinita, zoltaiïta i tranquillityita.

## Formació i jaciments
Va ser descoberta l'any 1981 al volcà Bellerberg, a Ettringen (Eifel, Alemanya), on sol trobar-se associada a altres minerals com: portlandita, larnita, ettringita, clormayenita i brownmil·lerita. També ha estat descrita a Jebel Harmun, a Cisjordània (Palestina).